# Bosch-Zünder
Der Bosch-Zünder ist eine Mitarbeiterzeitschrift der Robert Bosch GmbH.

## Geschichte
Laut Theodor Heuss existierten Ideen für eine Mitarbeiterzeitschrift bei Bosch schon in den Jahren vor dem Ersten Weltkrieg.
Die erste Ausgabe erschien am 15. März 1919. Damit ist sie eine der ältesten deutschen Mitarbeiterzeitschriften, die bis heute veröffentlicht wird.
Für die Zeitschrift befand Robert Bosch den Badener Otto Debatin als geeignet. Dieser schrieb zuvor Beiträge für die Kosmos-Hefte. Man wollte mit der Publikation den Zusammenhalt stärken und Arbeitern Einblick in andere Bereiche geben.
Drei Monate nach dem ersten Bosch-Zünder erschien die erste Daimler-Werkzeitung, welche aber schon im Folgejahr wieder eingestellt wurde.
Im Vordergrund standen die Produkte, deren Herstellung und die geschäftliche Lage. Chefredakteur Debatin räumte aber auch, im Rahmen des Meinungsaustausches kritischen Stimmen ihren Platz ein.
Auch Robert Bosch selbst wirkte von Zeit zu Zeit mit.

## Heute
2005 erschien die Zeitschrift erstmals mehrsprachig.
Mittlerweile sind über 900 Ausgaben erschienen.
Das Magazin erscheint heute in sieben Sprachen, mit einer Auflage von 200.000 Stück viermal im Jahr.
Seit 2007 gibt es mit Bosch-Zünder Online eine Online-Plattform der Zeitschrift im firmeninternen Intranet. Das Weiteren existiert eine Bosch-Zünder-App.
Axel Springer Corporate Solutions unterstützt seit 2018 bei der Erstellung des Mitarbeitermagazins.